# Dordi Nordby
 (juin 2019).
Dordi Agate Nordby, née le 8 avril 1964 à Bærum (Norvège), est une joueuse norvégienne de curling provenant de la ville de Snarøya. Nordby a amassé une plénitude de médailles au cours de compétitions internationales majeures durant sa carrière. De 1990 à 2005, elle a gagné aux Championnats du monde 2 médailles d'or, 3 en argent et 6 en bronze. Aux Championnats d'Europe elle a gagné 2 médailles d'or, 2 en argent et 6 en bronze. Enfin, aux Jeux olympiques d'hiver de 1988 elle a remporté le bronze, et à ceux d'Albertville elle a remporté l'argent. Elle participe encore aux Jeux Olympiques de 1998, 2002 et 2006 année où l'équipe de Norvège termine au pied du podium.

## Équipe
- Marianne Haslum (troisième)
- Camilla Holth (première)
- Marianne Rørvik (deuxième)
- Charlotte Hovring (substitue)